# Österreichische Alpine Skimeisterschaften 2005
Die Österreichischen Alpinen Skimeisterschaften 2005 fanden von 16. bis 23. März und 13. bis 14. April statt. Die Technikbewerbe der Damen und der Herren-Slalom wurden in Nauders ausgetragen. Der Riesenslalom der Herren konnte wegen Schlechtwetters nicht in Nauders stattfinden, er wurde in Altaussee nachgeholt. Die Speedbewerbe fanden am Pitztaler Gletscher statt. Die Rennen waren international besetzt, um die Österreichische Meisterschaft fuhren jedoch nur die österreichischen Teilnehmer.

## Herren

### Abfahrt
| Platz | Name                     | Zeit        |
| ----- | ------------------------ | ----------- |
| 1     | Hans Grugger             | 1:22,85 min |
| 2     | Christoph Kornberger     | 1:22,97 min |
| 3     | Andreas Buder            | 1:23,26 min |
| 4     | Werner Franz             | 1:23,40 min |
| 5     | Christoph Gruber         | 1:23,51 min |
| 6     | Klaus Kröll              | 1:23,55 min |
| 7     | Norbert Holzknecht       | 1:23,97 min |
| 8     | Patrick Staudacher (ITA) | 1:24,06 min |
| 9     | Claudio Sprecher (LIE)   | 1:24,14 min |
|       | Primož Skerbinek (SLO)   | 1:24,14 min |

Datum: 13. April 2005

Ort: Pitztaler Gletscher

Piste: Wildspitze

Start: 3365 m, Ziel: 2775 m

Streckenlänge: 2291 m, Höhendifferenz: 590 m

Tore: 27

### Super-G
| Platz | Name                     | Zeit        |
| ----- | ------------------------ | ----------- |
| 01    | Andreas Buder            | 1:23,64 min |
| 02    | Klaus Kröll              | 1:23,83 min |
| 03    | Fritz Strobl             | 1:24,08 min |
| 04    | Matthias Lanzinger       | 1:24,20 min |
| 05    | Norbert Holzknecht       | 1:24,27 min |
| 06    | Roland Fischnaller (ITA) | 1:24,52 min |
| 07    | Cornel Züger (SUI)       | 1:24,56 min |
| 08    | Benjamin Raich           | 1:24,77 min |
| 09    | Christoph Kornberger     | 1:24,90 min |
| 10    | Hannes Reiter            | 1:25,02 min |

Datum: 14. April 2005

Ort: Pitztaler Gletscher

Piste: Wildspitze

Start: 3275 m, Ziel: 2775 m

Höhendifferenz: 500 m

Tore: 38

### Riesenslalom
| Platz | Name                 | Zeit        |
| ----- | -------------------- | ----------- |
| 01    | Stephan Görgl        | 2:05,61 min |
| 02    | Mario Matt           | 2:05,77 min |
| 03    | Andreas Schifferer   | 2:05,99 min |
| 04    | Bernard Vajdič (SLO) | 2:06,33 min |
| 05    | Dominik Gschwenter   | 2:06,71 min |
| 06    | Mario Scheiber       | 2:06,80 min |
| 07    | Philipp Schörghofer  | 2:06,87 min |
| 08    | Manfred Gstatter     | 2:06,91 min |
| 09    | Martin Marinac       | 2:06,92 min |
| 10    | Peter Struger        | 2:06,99 min |

Datum: 23. März 2005

Ort: Altaussee

Piste: Sandling

Start: 1190 m, Ziel: 860 m

Streckenlänge: 1280 m, Höhendifferenz: 330 m

Tore 1. Lauf: 40, Tore 2. Lauf: 39
Der Riesenslalom war ursprünglich für den 19. März in Nauders geplant, musste aber wegen Schlechtwetters abgesagt werden.

### Slalom
| Platz | Name                   | Zeit        |
| ----- | ---------------------- | ----------- |
| 01    | Mario Matt             | 1:45,79 min |
| 02    | Manfred Pranger        | 1:46,41 min |
| 03    | Marc Berthod (SUI)     | 1:46,80 min |
| 04    | Patrick Bechter        | 1:47,55 min |
| 05    | Martin Kroisleitner    | 1:47,60 min |
| 06    | Pierre Egger           | 1:47,86 min |
| 07    | Urs Imboden (SUI)      | 1:47,91 min |
| 08    | Andreas Omminger       | 1:48,08 min |
| 09    | Giuliano Razzoli (ITA) | 1:48,87 min |
| 10    | Markus Maier           | 1:48,91 min |

Datum: 18. März 2005

Ort: Nauders

Piste: Gues

Start: 2260 m, Ziel: 2060 m

Streckenlänge: 549 m, Höhendifferenz: 200 m

Tore 1. Lauf: 55, Tore 2. Lauf: 67

### Kombination
Die Kombination setzt sich aus den Ergebnissen von Slalom, Riesenslalom und Abfahrt zusammen.
| Platz | Name               |
| ----- | ------------------ |
| 1     | Romed Baumann      |
| 2     | Markus Maier       |
| 3     | Dominik Gschwenter |

## Damen

### Abfahrt
| Platz | Name                  | Zeit        |
| ----- | --------------------- | ----------- |
| 01    | Christine Sponring    | 1:29,68 min |
| 02    | Katja Wirth           | 1:29,97 min |
| 03    | Elisabeth Görgl       | 1:30,06 min |
| 04    | Dominique Gisin (SUI) | 1:30,11 min |
| 05    | Brigitte Obermoser    | 1:30,12 min |
| 06    | Michaela Kirchgasser  | 1:30,80 min |
| 07    | Karin Hess (SUI)      | 1:31,06 min |
| 08    | Andrea Fischbacher    | 1:31,10 min |
| 09    | Martina Geisler       | 1:31,38 min |
| 10    | Katharina Dorner      | 1:31,42 min |

Datum: 13. April 2005

Ort: Pitztaler Gletscher

Piste: Wildspitze

Start: 3365 m, Ziel: 2775 m

Streckenlänge: 2291 m, Höhendifferenz: 590 m

Tore: 27

### Super-G
| Platz | Name                  | Zeit        |
| ----- | --------------------- | ----------- |
| 01    | Brigitte Obermoser    | 1:29,42 min |
| 02    | Christine Sponring    | 1:30,32 min |
| 03    | Karin Hess (SUI)      | 1:30,42 min |
| 04    | Dominique Gisin (SUI) | 1:30,97 min |
| 05    | Miriam Gmür (SUI)     | 1:31,03 min |
| 06    | Nicole Hosp           | 1:31,08 min |
| 07    | Daniela Zeiser        | 1:31,22 min |
| 08    | Renate Götschl        | 1:31,26 min |
| 09    | Martina Lechner       | 1:31,56 min |
| 10    | Katja Wirth           | 1:31,62 min |

Datum: 14. April 2005

Ort: Pitztaler Gletscher

Piste: Wildspitze

Start: 3275 m, Ziel: 2775 m

Höhendifferenz: 500 m

Tore: 38

### Riesenslalom
| Platz | Name                 | Zeit        |
| ----- | -------------------- | ----------- |
| 01    | Nicole Hosp          | 2:12,85 min |
| 02    | Marlies Schild       | 2:14,40 min |
| 03    | Andrea Fischbacher   | 2:14,98 min |
| 04    | Michaela Kirchgasser | 2:15,49 min |
| 05    | Eveline Rohregger    | 2:16,01 min |
| 06    | Elisabeth Görgl      | 2:16,06 min |
| 07    | Noriyo Hiroi (JPN)   | 2:16,92 min |
| 08    | Kathrin Wilhelm      | 2:17,33 min |
| 09    | Michaela Dorfmeister | 2:17,34 min |
| 10    | Kathrin Zettel       | 2:17,61 min |

Datum: 17. März 2005

Ort: Nauders

Piste: Gues

Start: 2440 m, Ziel: 2060 m

Streckenlänge: 1165 m, Höhendifferenz: 380 m

Tore 1. Lauf: 45, Tore 2. Lauf: 45

### Slalom
| Platz | Name                 | Zeit        |
| ----- | -------------------- | ----------- |
| 01    | Elisabeth Görgl      | 1:45,14 min |
| 02    | Sabine Egger         | 1:46,42 min |
| 03    | Simone Streng        | 1:46,86 min |
| 04    | Karin Truppe         | 1:46,90 min |
| 05    | Marlies Oester (SUI) | 1:47,01 min |
| 06    | Katrin Triendl       | 1:47,91 min |
| 07    | Marina Nigg (LIE)    | 1:48,28 min |
|       | Christine Sponring   | 1:48,28 min |
| 09    | Michaela Nösig       | 1:49,24 min |
| 10    | Jelena Lolović (SCG) | 1:49,35 min |

Datum: 16. März 2005

Ort: Nauders

Piste: Gues

Start: 2260 m, Ziel: 2060 m

Streckenlänge: 549 m, Höhendifferenz: 200 m

Tore 1. Lauf: 54, Tore 2. Lauf: 57

### Kombination
Die Kombination setzt sich aus den Ergebnissen von Slalom, Riesenslalom und Abfahrt zusammen.
| Platz | Name               |
| ----- | ------------------ |
| 1     | Elisabeth Görgl    |
| 2     | Christine Sponring |
| 3     | Verena Höllbacher  |